# Цверава, Автандил Виссарионович
Автандил Виссарио́нович Цверава (род. 15 ноября 1945) — советский футболист, защитник.
Всю карьеру провёл в команде «Торпедо» Кутаиси. В классе «А» в 1964—1970 сыграл 159 матчей, забил три гола. В первой лиге в 1971—1973 годах в 90 играх забил шесть голов.
В 1975 году — тренер «Торпедо».